# 2004年夏季残疾人奥林匹克运动会芬兰代表团
2004年夏季残疾人奥林匹克运动会芬兰代表团是芬兰派出的2004年夏季残疾人奥林匹克运动会代表团。获得4枚金牌、1枚银牌和3枚铜牌。